# Cạo gió
Xin lưu ý, cạo gió không được Y học (Tây y và Đông y) công nhận là một phương pháp trị bệnh. Cạo gió có thể nguy hiểm đến tính mạng, nhất là đối với trẻ em.''

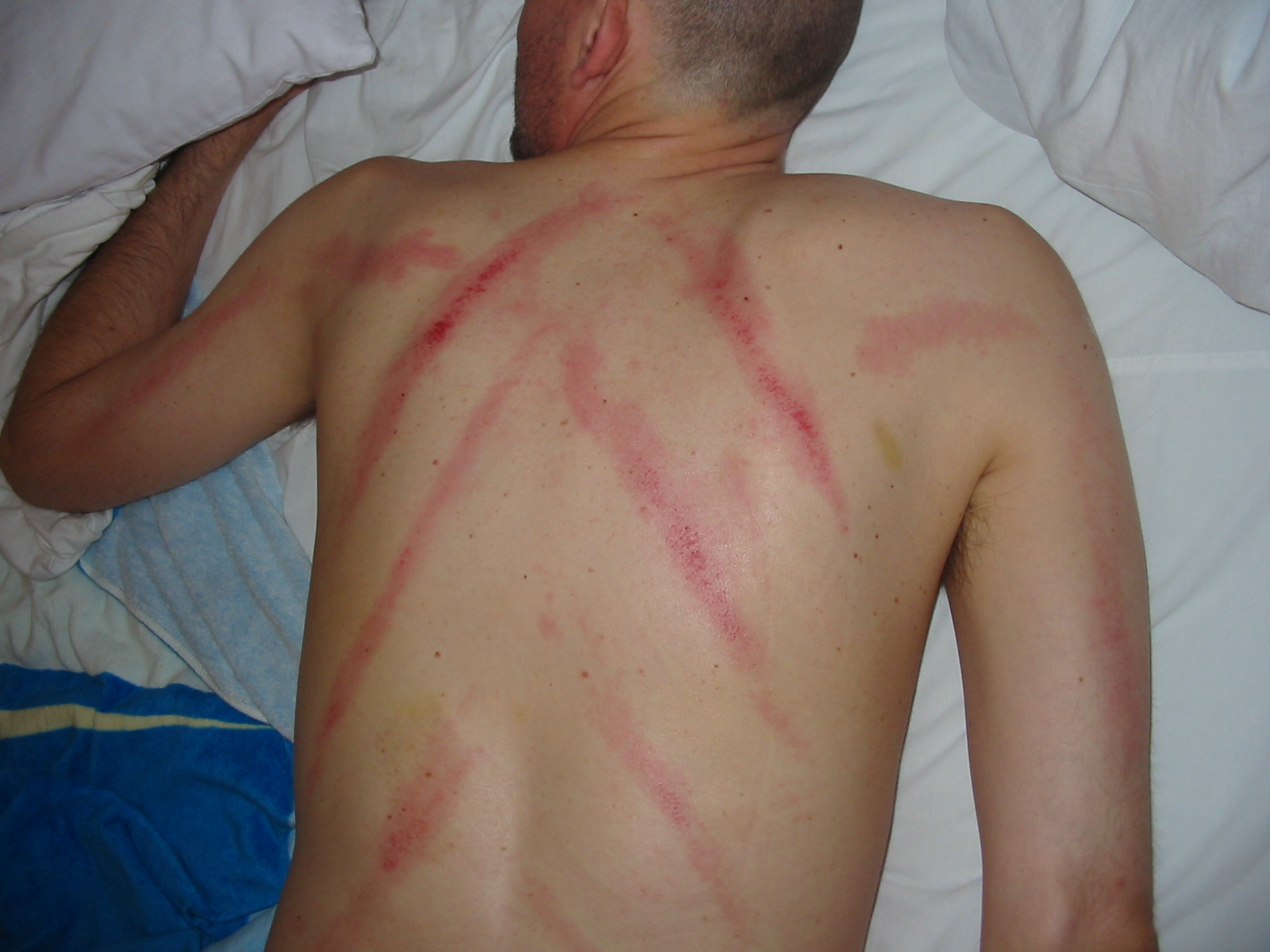
Một người được cạo gió ở Bali, Indonesia

Cạo gió, đánh cảm là một hình thức chữa bệnh, thường là chữa cảm được dùng phổ biến trong dân gian. Tại Việt Nam có quan niệm dân gian về trúng gió - được hiểu là bị "gió" (hay "gió độc") nhập vào cơ thể, gây ra một hoặc nhiều triệu chứng như mỏi mệt, sốt, nhức đầu, buồn nôn, nôn, đau bụng, nhức mỏi tay chân.... Theo quan niệm này, mục đích cạo gió là nhằm làm cho gió độc thoát ra khỏi cơ thể.
Cạo gió, đánh cảm bao gồm hàng loạt những tác động vật lý tích cực từ những dụng cụ chuyên dụng (như bàn cạo gió, dây chuyền hoặc bạc nguyên chất, trứng gà...), hay hỗn hợp các nguyên liệu tự nhiên như lá trầu không, tỏi, gừng, rượu... trên những bộ phận đặc định của cơ thể. Nhờ việc đánh, cạo theo kinh mạch tạo thành các điểm, nốt tụ máu hoặc xuất huyết trên da, từ đó giúp cải thiện tuần hoàn máu cục bộ, trừ bỏ khí độc, hoạt huyết tán ứ, làm đầu óc đỡ mệt mỏi, thanh nhiệt giải độc...

## Mô tả
Các vị trí thường được cạo gió là lưng, ngực, gáy, bụng, cánh tay, cẳng tay. Ngoài ra, người ta còn "giật gió" ở những nơi không cạo gió được như trán, cổ.
Để cạo gió, người ta chọn nơi ấm áp, không bị gió thổi trực tiếp (thường là trong phòng kín). Bộc lộ vùng cơ thể cần cạo, bôi dầu gió lên vị trí sắp cạo, rồi dùng dụng cụ cạo, thường là đồng tiền kim loại, thìa, cốc, chén. Nếu cạo ở lưng, người ta hay cạo theo hình "xương cá" song song với các xương sườn, hoặc cạo dọc hai đường hai bên lưng. Tuyệt đối không cạo giữa cột sống. Cạo đến khi vùng da được cạo trở nên đỏ thì chuyển sang cạo đường khác.
Cạo xong, người bệnh cần mặc đồ kín, ấm, nghỉ ngơi, tránh ra gió. Thường thì người bị trúng gió hay ăn cháo nóng, dùng nhiều vị cay như tiêu, hành để tiết nhiều mồ hôi.
Đôi khi người ta còn kết hợp với giác hơi, cắt lễ, xông, xông hơi.
Thông thường thì người ta cảm thấy nhẹ nhõm hơn, các triệu chứng mệt mỏi cũng giảm sau khi cạo gió. Có những người nghiện cạo gió, họ tự cạo hoặc nhờ người khác cạo giúp nhiều lần trong tuần, thậm chí mỗi ngày.

## Ý kiến của giới y học
Theo Bộ môn Y học cổ truyền của Trường Đại học Y Dược Thành phố Hồ Chí Minh thì cạo gió không được công nhận là một phương pháp trị bệnh trong Đông y.
Theo Tây y, cạo gió là một hoạt động lạc hậu, nên hạn chế và tiến tới bãi bỏ. Lý do là cạo gió làm vỡ các mao mạch dưới da, gây xuất huyết, và đó cũng là lý do của màu đỏ da sau cạo gió. Cạo gió ở trẻ em càng không nên, nó gây đau đớn và có thể gây nguy hiểm đến tính mạng vì có thể gây xuất huyết trầm trọng nếu em đó bị sốt xuất huyết (với những triệu chứng ban đầu như sốt, nhức đầu, mệt mỏi,...)